# .az
.az је највиши Интернет домен државних кодова (ccTLD) за Азербејџан. Администриран је од Азербејџан Комуникација.